# Gladiolus parvulus
Gladiolus parvulus är en irisväxtart som beskrevs av Rudolf Schlechter. Gladiolus parvulus ingår i släktet sabelliljor, och familjen irisväxter. Inga underarter finns listade i Catalogue of Life.